# Брагин, Абрам Григорьевич
Абрам Григорьевич Брагин (1893, Краснополье, Российская империя — 10 февраля 1938, Москва, СССР) — советский публицист и общественный деятель.
Инициатор проекта по созданию еврейских сельскохозяйственных поселений на юге Украины и в Крыму. Расстрелян в период Большого террора, впоследствии реабилитирован.

## Биография
Окончил юридический факультет Императорского университета Святого Владимира в Киеве. Во время учёбы был активистом сионистского рабочего движения и членом молодёжной организации «Цеирей Цион».
После 1917 года работал в Наркомземе. С 1923 года — идеолог, председатель выставочного комитета и директор Всероссийской сельскохозяйственной выставки.
Под псевдонимом «Беспартийный» публиковался в газете «Правда». В 1924 году совместно с Михаилом Кольцовым опубликовал книгу «Судьба еврейских масс в СССР». В это же время Брагин в соавторстве с Г. Т. Бройдо заместителем народного комиссара по делам национальностей РСФСР. официально озвучил идею создания еврейских земледельческих колоний в Крыму как вариант решения еврейского вопроса в СССР. В дальнейшем занимался разработкой этого проекта и был ближайшим помощником руководителя ОЗЕТ Юрия Ларина.
Политбюро РКП(б) несколько раз возвращалось к обсуждению проекта Брагина-Бройдо, и несмотря на нараставшую вражду между его членами, поддержку проекту высказало большинство, в том числе враждовавшие между собой Л. Д. Троцкий, Л. Б. Каменев, Г. Е. Зиновьев, Н. И. Бухарин, А. И. Рыков. Высказались за проект председатель Госплана А. Д. Цюрупа, нарком иностранных дел СССР Г. В. Чичерин и председатель Центрального Бюро Евсекции (Еврейской секции) РКП (б) С. М. Диманштейн.
Уже в январе 1924 года был поставлен вопрос о создании в северной части Крыма Еврейской Автономной Советской Социалистической Республики и об «автономном еврейском правительстве, федерированном с Россией». Окончательное заседание Политбюро по проекту Брагина-Бройдо состоялось 20 февраля 1924 года. Документ был принят как руководство к действию. Тем же вечером А. Г. Брагин дал интервью Еврейскому телеграфному агентству (ЕТА), в котором заявил о возможности решения еврейского вопроса в СССР. Брагин сказал: «Когда еврейская колонизация достаточно разовьётся, что может быть достигнуто приблизительно в 1927 году, область эта будет объявлена автономной во главе с самостоятельным еврейским управлением».
Также во второй половине 1930-х годов Брагин обратился к Сталину, Димитрову и Калинину с предложением о создании широкого народного антифашистского фронта с вовлечением евреев СССР и иностранных евреев. Заявление было продиктовано опасением за судьбы евреев Центральной и Восточной Европы, столкнувшихся с антисемитской государственной политикой в своих странах. Брагин предлагал СССР взять на себя роль лидера в решении еврейского вопроса в Европе. Однако сталинское руководство отвергло эту инициативу. Историк Михаил Агапов пишет, что проект, предложенный Брагиным, может рассматриваться как предтеча мероприятий, для которых во время войны был создан Еврейский антифашистский комитет.
В последние годы жизни работал директором Института сои и спецкультур ВАСХНИЛ. Жил в Москве по адресу Троицкая ул., д.6, кв.2.
Изначально арестован в 1935 году, отпущен за недостаточностью доказательств. Повторно арестован 2 декабря 1937 года. По представлению от 3 февраля 1938 года начальника 8-го отдела Главного управления госбезопасности НКВД В. Е. Цесарского был включён в так называемый список «Москва-центр» на 107 человек, подписанный к расстрелу Сталиным, Молотовым и Кагановичем.
Расстрелян 10 февраля 1938 года по обвинению в шпионаже по приговору Военной коллегии Верховного суда СССР. Похоронен на полигоне Коммунарка. Реабилитирован 12 ноября 1955 года.

## Семья
- Братья — писатели Владимир Брагин и Михаил Брагин, Ефим Брагин. Сёстры — Вера и Фрида Брагины.
- Жена — Александра Фёдоровна Мельникова (до 1932 года была замужем за поэтом Григорием Петниковым).
  - Сын — Фёдор Брагин, хирург.